# لولا مولهویزن
لولا مولهویزن (هلندی: Lola Moolhuijzen؛ زادهٔ ۱۷ اوت ۲۰۰۴) بازیکن زن واترپلو اهل هلند است.
وی در مسابقات کشوری و بین‌المللی در مجموع برندهٔ ۲ مدال طلا، ۱ مدال نقره، ۲ مدال برنز شده است.